# Вінн (Мен)
Вінн (англ. Winn) — місто (англ. town) в США, в окрузі Пенобскот штату Мен. Населення — 399 осіб (2020).

## Демографія
Згідно з переписом 2010 року, у місті мешкало 407 осіб у 175 домогосподарствах у складі 122 родин. Було 210 помешкань
Расовий склад населення:
| - 98,3 % — білих - 0,2 % — чорних або афроамериканців |

До двох чи більше рас належало 1,5 %. Частка іспаномовних становила 0,2 % від усіх жителів.
За віковим діапазоном населення розподілялося таким чином: 19,4 % — особи молодші 18 років, 60,9 % — особи у віці 18—64 років, 19,7 % — особи у віці 65 років та старші. Медіана віку мешканця становила 46,4 року. На 100 осіб жіночої статі у місті припадало 102,5 чоловіків;  на 100 жінок у віці від 18 років та старших — 103,7 чоловіків також старших 18 років.
Середній дохід на одне домашнє господарство  становив 46 030 доларів США (медіана — 39 450), а середній дохід на одну сім'ю — 47 469 доларів (медіана — 44 583). Медіана доходів становила 47 500 доларів для чоловіків та 31 500 доларів для жінок. За межею бідності перебувало 24,2 % осіб, у тому числі 38,1 % дітей у віці до 18 років та 0,0 % осіб у віці 65 років та старших.
Цивільне працевлаштоване населення становило 219 осіб. Основні галузі зайнятості: сільське господарство, лісництво, риболовля — 18,3 %, освіта, охорона здоров'я та соціальна допомога — 16,4 %, транспорт — 14,6 %.